# ميتال غير سوليد 4: غنز أوف ذا بتريوتس
ميتل جير سوليد 4: أسلحة الوطنيين (بالإنجليزية: Metal Gear Solid 4: Guns of the Patriots ؛ باليابانية: メタルギア・ソリッド4・ガンズ・オブ・ザ・パトリオット، ميتاروه گيا سوريدو 4 گانزوه أوبو زا باتريوتوه) هي الإصدار الرابع من سلسلة ميتال غير سوليد الأساسية وهي حصرية لجهاز بلاي ستيشن 3 من إخراج هيديو كوجيما. تم تطوير اللعبة من قبل استديوهات "إنتاجات كوجيما"، وتسويقها يتم بواسطة شركة كونامي، وتم إصدار اللعبة عالميا في تاريخ 12 يونيو2008

## طريقة اللعب
في هذه اللعبة، اللاعب يؤدي دور سنيك العجوز (Old Snake)، وطريقة اللعب تعتمد الاختفاء، القتال اليدوي المباشر CQC وطرق القتال التقليدية، طريقة العرض القديمة المستخدمة مع الاجزاء السابقة التي كانت تعتمد التصوير العلوي استبدلت بكامرا الشخص الثالث برؤية امامية وكامرا على جانب كتف الشخصية أثناء التصويب.
من الاضافات إلى ميكانيكية اللعب هو العداد النفسي، يقل هذا العداد عند التعرض إلى هجمات غير قاتلة، وأيضا يتأثر بنفسية ساحة المعركة.

## الشخصيات
- الابطال:

وهم الشخصيات التي تظهر في جميع فصول اللعبة، وهي:
- سولد سنايك (بالإنجليزية: Solid Snake)‏
هو الذي يتحكم به الاعب وبطل سلسلة ميتل غير، سنيك واجه زيادة سريعة جدا في عمره بعد احداث الجزء الثاني في السلسة وأصبح رجلا مسناً، والان ملقب ب اولد سنايك(بالإنجليزية: Old Snake)‏، والان في مهمته الأخيرة يدور العالم مع اقرب الناس اليه لكي يوقف لكويد اوسيلوت من احتلال النظام (النظام الذي يسيطر على العالم في اللعبة).
-هال «اوتيكون» أمريك (بالإنجليزية: Hal" Otacon" Emmerich)‏
هو مهندس الات كهربائية واقرب الناس الي سوليد سنايك، اوتيكون مشهور ببناء الدروع المعدنية (Metal Gears) وأجهزة إلكترونية أخرى.
-سوني (بالإنجليزية: Sunny)‏
هي طفلة عبقرية عمرها 6 سنوات، وهي ذكية جدا وبعض الأحيان تكون أذكى من اوتيكون، توفيت امها في الجزء الثاني في السلسلة، وعاشت مع سنايك واوتيكون، سوني ليس لديها اصدقاء ودائما تجلس وحدها لان سنايك واوتيكون أكبر من سنها بكثير.
- نايومي هانتر (بالإنجليزية: Naomi Hunter)‏
هي دكتورة جينات مجبرة على العمل ل ليكود اوسلوت ولكن سنايك ينقذها وتذهب معه، وتصبح أول صديقة لسوني، وصنعوا معا فيروسا للكمبيوتر قادر غلى تدمير النظام الذي يتحكم العالم.
- شخصيات أخرى:

هي الشخصيات تظهر في اللعبة ولكن ليس في جميع الفصول منها:
ليكود اوسلوت (Liquid Ocelot) وهو الشرير الرئيسي في اللعبة، ورايدن (Raiden) هو سايبورغ نينجا وهو بطل ميتل جير سوليد 2, ميرل (Meryl Silverbrugh) وهي قائدة فريق في الجيش، وأيضا روي كامبل (Roy Cambell) وفامب (Vamp) وبيغ بوس (Big Boss).

## القصة
تدور أحداث هذا الإصدار عام 2014، بعد 5 أعوام على حادثة «بيغ شيل» Big Shell في لعبة ميتال غير سوليد 2: سنز أوف لبرتي، حيث اختلف العالم كثيرا عن الماضي، وأصبح دخول الجيوش الأجنبيّة إلى الدول أمرا سهلا، الأمر الذي أوجد فئة جديدة من الشركات الخاصة التي تؤجر جنودها للدول، لتصبح الحروب خاصة وتجارية، من دون أخذ هدف الحروب أمرا بعين الاعتبار بالنسبة للجنود، نظرا لأنّهم يعملون لدى هذه الشركات المسماة بـ (الشركات العسكرية الخاصة) Private Military Companies PMC.
وسادت تقنيات الـ نانو في ذلك العصر، وأصبحت جزءا أساسيّا في جميع جوانب الحروب، حيث إنّها ترفع من أداء الجنود وتضمن ولاءهم للطرف الذين يعملون لديه، وعاد سوليد سنيك من التقاعد بطلب خاص من روي كامبول (قائد وحده FOX HOUND سابقا) وتتمحور مهمته حول ايقاف ليكويد اوسولوت من السيطرة على العالم

## مواقع خارجية
- ميتال غير سوليد 4: غنز أوف ذا بتريوتس على موقع IMDb (الإنجليزية)

- الموقع الرسمي